# 纤夫石
纤夫石是古代以拉船为生的纤夫，在江河边常年累月劳作而在坚硬的岩石上留下印迹。
中國长江边的纤夫石主要有以下几种
1. 纤夫脚印 纤夫在纤道上行走留下印迹的岩石。
2. 纤绳印迹 拉船时留有纤绳磨损印迹的石头。
3. 栓船石 留有栓船印迹的石头。

长江纤夫石最集中的地方是三峡。